# Ахмедов, Гусейн Коджа оглы
Гусейн Коджа оглы Ахмедов (азерб. Hüseyn Qoca oğlu Əhmədov; 4 июня 1903, Кызылгаджилы, Елизаветпольский уезд — 21 февраля 1984, Кировабад) — советский азербайджанский хлебороб, Герой Социалистического Труда (1948).

## Биография
Родился 4 июня 1903 года в селе Кызылгаджилы Елизаветпольского уезда Елизаветпольской губернии (ныне Геранбойский район Азербайджана).
В 1940—1974 годах заведующий отделом, директор, с 1974 года заведующий отделом зернового совхоза имени Орджоникидзе Шекинского района. В 1947 году получил урожай пшеницы 30,12 центнера с гектара на площади 43 гектара.
Указом Президиума Верховного Совета СССР от 5 апреля 1948 года за получение высоких урожаев пшеницы в 1947 году Ахмедову Гусейну Коджа оглы присвоено звание Героя Социалистического Труда с вручением ордена Ленина и золотой медали «Серп и Молот».
Активно участвовал в общественной жизни Азербайджана. Член КПСС с 1948 года.
Умер 21 февраля 1984 года в городе Кировабад.